# Richard Stroud
Richard Stroud (Dunsmuir, Californië, 26 januari 1929) is een Amerikaans componist en dirigent.

## Levensloop
Stroud studeerde aan de Universiteit van Californië in Berkeley en aan de Universiteit van Idaho in Boise. Aansluitend was hij als docent en dirigent verbonden aan de openbare school in Eureka City.

## Composities

### Werken voor harmonieorkest
- Application
- Articulation
- Concerto, voor dwarsfluit en harmonieorkest
- Essay
- The Ides of March

### Kamermuziek
- Treatments for Tuba, voor eufonium- en tuba-ensemble

- Library of Congress Control Number: nr96038453
- Virtual International Authority File: 49128752
- WorldCat: E39PBJbM6XKPGMdcrWYh3gCG73